# Masakra w Ahmići
Masakra w Ahmići – kulminacja czystki etnicznej w Dolinie Lašva dokonanej przez polityczne i wojskowe przywództwo Chorwackiej Republiki Herceg-Bośni na bośniackich cywilach podczas wojny chorwacko-bośniackiej w kwietniu 1993 r. Była to największa masakra dokonana podczas konfliktu pomiędzy bośniackimi Chorwatami i zdominowanym przez Bośniaków rządem.
Międzynarodowy Trybunał Karny dla byłej Jugosławii w Hadze orzekł w licznych procesach przeciwko chorwackim przywódcom politycznym i wojskowym oraz żołnierzom, w szczególności przeciw Dario Kordićowi, przywódcy politycznemu Chorwatów w Bośni Środkowej, który został skazany na 25 lat więzienia, że wydarzenia te stanowiły zbrodnię przeciwko ludzkości. Masakra została odkryta przez żołnierzy sił pokojowych ONZ z 1. batalionu Pułku Cheshire, wydzielonego z armii brytyjskiej, pod dowództwem płk. Boba Stewarta.

## Tło wydarzeń
Ahmići to wieś w środkowej Bośni i Hercegowinie, położona w gminie Vitez w dolinie Lašva. Według spisu powszechnego z 1991 roku we wsi mieszkało 1178 osób. 509 z nich to Bośniacy, 592 określało się jako Chorwaci, 30 to Serbowie, a 47 to „inni”.
3 kwietnia 1993 r. przywódcy bośniackich Chorwatów spotkali się w Mostarze w celu omówienia realizacji planu Vance-Owena i postanowili wdrożyć utworzenie „prowincji chorwackich” (prowincje 3, 8 i 10), podporządkowując bośniackie siły zbrojne Sztabowi Generalnemu Chorwackiej Rady Obrony (chor. Hrvatsko vijeće obrane, HVO), formacji wojskowej bośniackich Chorwatów.
Według Agencji Reutera 4 kwietnia centrala HVO w Mostarze wyznaczyła termin podpisania przez prezydenta Republiki Bośni i Hercegowiny Aliję Izetbegovića powyższej umowy i oświadczyła: „Jeśli Izetbegović nie podpisze umowy do 15 kwietnia, HVO jednostronnie wyegzekwuje jej wykonanie w prowincjach 3, 8 i 10”. W wiadomości przekazanej od liderów HVO, Dario Kordića, Ignaca Koštromana i Anto Valentę, Chorwaci zostali poinstruowani, aby wywiesić więcej chorwackich flag na budynkach.

## Zorganizowany atak
W piątek 16 kwietnia 1993 r. o godz. 5:30 siły chorwackie jednocześnie zaatakowały miejscowości Vitez, Stari Vitez, Ahmići, Nadioci, Šantici, Pirići, Novaci, Putiš i Donja Večeriska. Generał HVO Tihomir Blaškić mówił o 20 do 22 miejscach jednoczesnego uderzenia na całej drodze łączącej Vitez, Travnik i Busovača. Izba Orzekająca MTKJ stwierdziła, że był to planowany atak na bośniacką ludność cywilną.
Chorwaccy mieszkańcy tych wiosek zostali ostrzeżeni o ataku, a część z nich była zaangażowana w jego przygotowanie. Chorwackie kobiety i dzieci zostały ewakuowane w przeddzień walk. Metoda ataku wykazała wysoki poziom przygotowania. Ataki w obszarach zabudowanych, takie jak te przeprowadzane na obszarze Ahmići, były drobiazgowo zaplanowanymi operacjami, mającymi na celu zabicie lub wypędzenie ludności bośniackiej, co doprowadziło do masakry. Wieczorem 15 kwietnia zauważono niespodziewane ruchy oddziałów HVO.
Rankiem 16 kwietnia główne drogi w rejonie zostały zablokowane przez wojska chorwackie. Według kilku międzynarodowych obserwatorów atak został dokonany z trzech stron i miał na celu zmusić ludność do ucieczki na południe, gdzie snajperzy z premedytacją strzelali do uciekających. Inne wojska, zorganizowane w małe grupy liczące od około pięciu do dziesięciu żołnierzy, szły od domu do domu, podpalając je i zabijając mieszkańców. W operacji wzięło udział około stu żołnierzy. Atak spowodował masakrę bośniackich wieśniaków i zniszczenie wsi. Wśród ponad 100 osób, które zginęły, były 32 kobiety i 11 dzieci. Celem artylerii HVO było wsparcie piechoty i zniszczenie zabudowań, których piechota nie mogła zniszczyć. Na przykład miejscowy meczet został trafiony pociskiem dużego kalibru. Później minaret został wysadzony w powietrze przez żołnierzy o nazwiskach Bralo i Jukić.

## Morderstwa cywilów
Ogółem w masakrze zginęło od 117 do 120 Bośniaków. Większość mężczyzn została zastrzelona z bliskiej odległości. Niektórzy mężczyźni zostali złapani, a dopiero później zabici przez chorwackich żołnierzy. W Donji Ahmići zginęło około dwudziestu cywilów, którzy próbowali uciec z wioski. Uciekający mieszkańcy musieli przejść przez otwarte pole, zanim dotarli do głównej drogi. Na tym polu znaleziono około dwudziestu ciał osób zabitych przez strzały mierzone. Eksperci wojskowi doszli do wniosku, że zostali oni zastrzeleni przez snajperów. Inne ciała znaleziono w domach były tak mocno zwęglone, że nie można ich było zidentyfikować, a także w pozycjach sugerujących, że zostali spaleni żywcem. Wśród tych ofiar było szczególnie wiele kobiet i dzieci.
Obserwatorzy Misji Obserwacyjnej Unii Europejskiej na Bałkanach powiedzieli, że widzieli ciała dzieci, które, wnioskując z ich pozycji, zdawały się umrzeć w agonii w płomieniach: „niektóre domy były absolutnymi scenami grozy, ponieważ ludzie w nich nie tylko byli martwi, ale także zostali spaleni, niektórzy z nich przy pomocy miotaczy ognia, które zupełnie zwęgliły ciała, tak było w przypadku kilku osób”. Według raportu MOUE podczas ataku na Ahmići zginęły co najmniej 103 osoby.

## Zniszczenie mienia

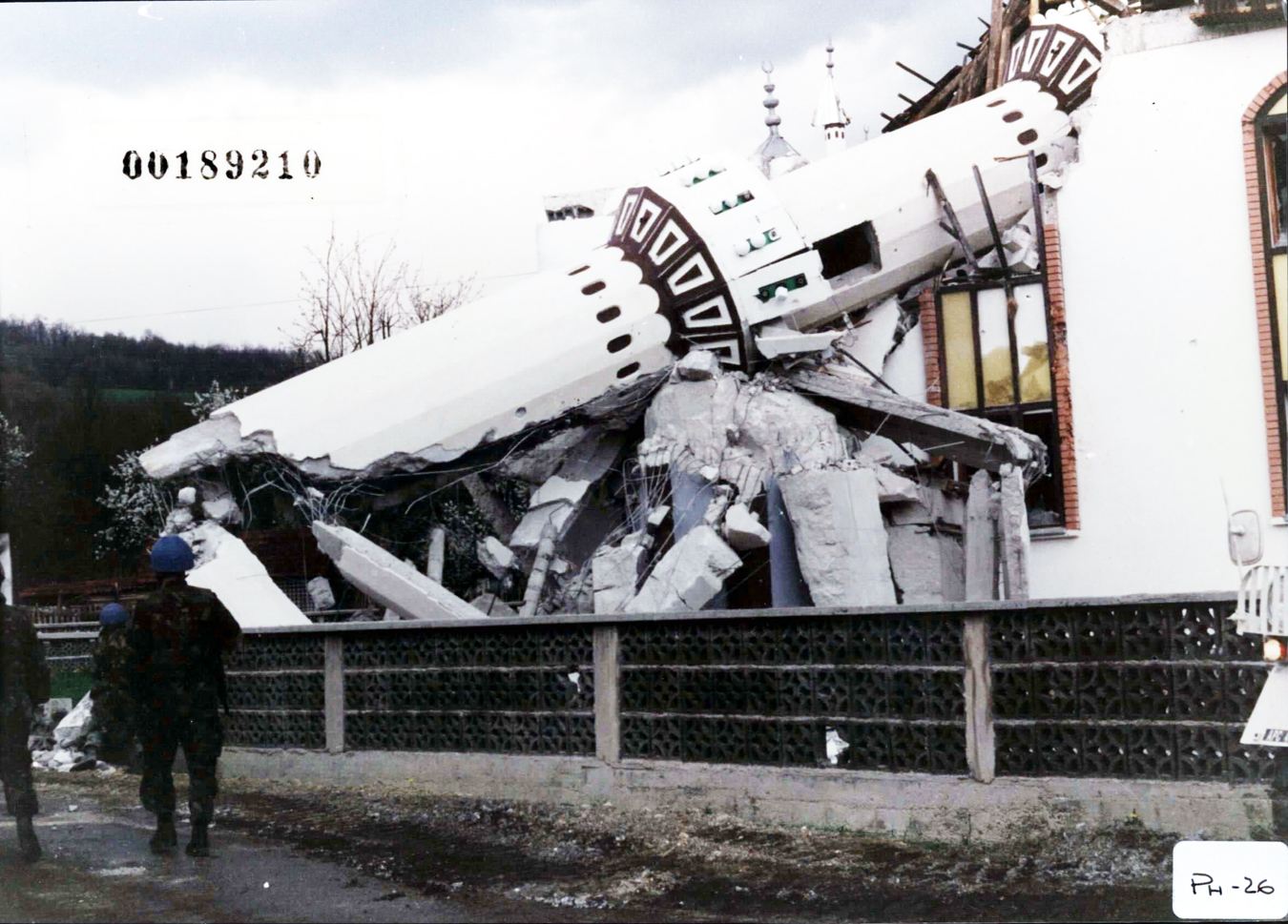
Zbombardowany meczet w Ahmići, kwiecień 1993 r.

Według Centrum Praw Człowieka w Zenicy podczas ataku spalono 180 z istniejących 200 domów bośniackich w Ahmići. Komisja Praw Człowieka doszła do tego samego wniosku w swoim raporcie z 19 maja 1993 r. Według MOUE praktycznie wszystkie bośniackie domy we wsiach Ahmići, Nadioci, Pirići, Sivirino Selo, Gaćice, Gomionica, Gromiljak i Rotilj zostały spalone. Według obserwatora MOUE „był cały obszar, który spłonął”. Zostało zniszczonych również kilka budynków służących do sprawowania kultu religijnego. Dwa meczety zostały zniszczone celowo, o czym świadczy staranne rozmieszczenie materiałów wybuchowych. Meczet w Donji Ahmići wysadzono przy użyciu materiałów wybuchowych ułożonych wokół podstawy minaretu.

## Zaangażowane oddziały
Oddziały biorące udział w ataku obejmowały 4. batalion Żandarmerii Wojskowej, a w szczególności Jednostkę Džokeri. Ten w założeniu oddział antyterrorystyczny złożony z ok. 20 osób, został utworzony w styczniu 1993 r. w ramach Żandarmerii Wojskowej na rozkaz Zvonko Vokovića i stacjonował w bungalowach w Nadioci. Innymi uczestnikami mordu były brygady terytorialne Vitez i Viteška, brygada Nikola Šubića Zrinski z Busovača oraz jednostki Domobrany (oddziałów utworzonych w każdej wiosce zgodnie z decyzją z Mostaru z dnia 8 lutego 1993 r.) stacjonujące w Ahmići, Šantići, Pirići i Nadioci. Wielu świadków w sprawie Blaškića odniosło się również do obecności żołnierzy w mundurach maskujących, noszących emblematy HVO. W ataku uczestniczyło także kilku cywilnych chorwackich mieszkańców tych wiosek: Slavko Miličević, jako członkowie Domobrany dla sektora Donji Ahmići, Žarko Papić dla obszaru Zume, Branko Perković w Nadioci, Zoran Kupreškić w Grabovi (obszar w centrum Ahmići) oraz Nenad Šantić i Colic w Šantići.

## Negowanie zbrodni
Po masakrze przywódcy Chorwacji, wspierani wysiłkami propagandy, próbowali zaprzeczyć masakrze lub obwinić za nią inne strony uczestniczące w wojnie w Bośni. Dario Kordić zaprzeczył w rozmowie z Payamem Akhavanowem – śledczym z Centrum Praw Człowieka ONZ, że HVO było zamieszane w masakrę w Ahmići; w istocie powiedział, że jego ludzie, jako dobrzy chrześcijanie, nigdy nie popełniają takich czynów i obwinił za nie Serbów lub samych Bośniaków: według niego żadne dochodzenie w tej sprawie nie było konieczne. Podobnej odpowiedzi udzielił gen. Tihomir Blaškić brytyjskiemu pułkownikowi Stewartowi w obecności Kordića.

## Proces

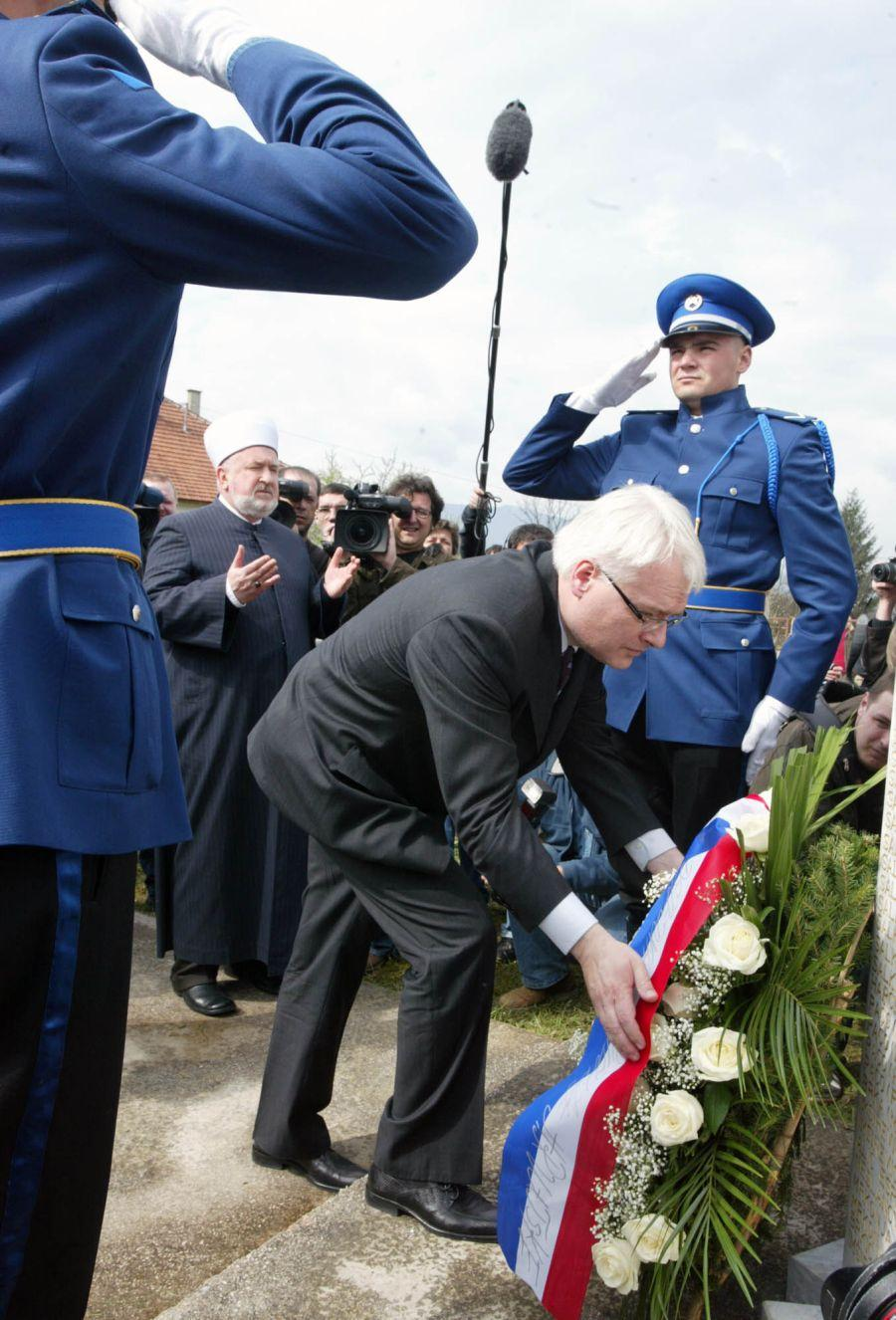
Prezydent Chorwacji Ivo Josipović i bośniacki przywódca religijny Mustafa Cerić składają wieńce pod pomnikiem ofiar masakry

Międzynarodowy Trybunał Karny dla byłej Jugosławii w Hadze orzekł, że wydarzenia w Ahmići stanowiły zbrodnię przeciwko ludzkości. Na podstawie dowodów licznych ataków HVO w tamtym czasie Izba Orzekająca MTKJ stwierdziła w sprawie Kordića i Čerkeza, że do kwietnia 1993 r. przywódcy Chorwacji opracowali i wykonali zorganizowany plan czystki etnicznej Bośniaków w dolinie Lašva. Dario Kordić, jako lokalny przywódca polityczny, okazał się być planistą i pomysłodawcą tego planu.
Podsumowując – jako że armia chorwacka była zaangażowana w kampanię, MTKJ określił wydarzenia jako międzynarodowy konflikt pomiędzy Bośnią i Hercegowiną a Chorwacją.
Były prezydent Chorwacji Stjepan Mesić ujawnił tysiące dokumentów i taśm audio nagranych przez Franjo Tuđmana na temat jego planów podczas rozprawy przeciwko chorwackim przywódcom z Bośni i Hercegowiny o zbrodnie wojenne popełnione przeciwko Bośniakom. Podczas procesu przeciwko Tihomirowi Blaškićowi (dowódca HVO w Centralnej Bośniackiej Strefie Operacyjnej) za zbrodnie w Ahmići, obrona argumentowała, że istniała równoległa linia dowodzenia przewyższająca Blaškića, która kierowała politycznym przywództwem Herzeg-Bośni. W mediach pojawiły się też doniesienia, że sam Tuđman brał udział w zatuszowaniu zbrodni. Izba Odwoławcza MTKJ orzekła, że Blaškić nie był odpowiedzialny za masakrę i obniżyła pierwotny wyrok (z 2000 r.) do 9 lat pozbawienia wolności. Blaškić został zwolniony z więzienia po odbyciu 8 lat i 4 miesięcy kary.

## Pamięć
Prezydent Chorwacji Ivo Josipović wraz z przywódcami religijnymi muzułmanów i katolików w dniu 15 kwietnia 2010 r. złożył hołd ofiarom zbrodni w wioskach Ahmići i Križančevo.